# Daniel Abugattás
Daniel Fernando Abugattás Majluf (Arequipa, 14 de abril de 1955-Lima, 22 de enero de 2025) fue un abogado y político peruano. Fue congresista de la república durante dos periodos y presidente del Congreso de la República desde 2011 hasta el 2012.

## Primeros años
Nació en la ciudad de Arequipa, el 14 de abril de 1955. Era hijo de Jesús Abugattás y de Luisa Majluf, siendo descendiente de familia de origen palestino.
Realizó sus estudios primario y secundarios en el Colegio Santa Margarita del Distrito de Santiago de Surco. Luego estudió en la facultad de Ciencias Sociales en la Pontificia Universidad Católica del Perú durante tres años, de 1973 a 1976. En la misma universidad, estudió la carrera de Derecho y obtuvo el grado de bachiller en Derecho y el título de abogado. En la Universidad Autónoma Metropolitana Unidad Xochimilco, en México, estudió una maestría en Derecho Económico desde 1980 hasta 1981.
Desde 1981, se desempeñó como gerente general de numerosas empresas.
Estaba casado con Rosa Marcela Salem Home de Abugattás y tuvieron tres hijos: Daniel, Lucas y Ximena Abugattás Salem, quien esta última laboró como presidenta del Comité de Damas del Congreso durante la presidencia de su padre.

## Carrera política

### Congresista de la República
Incursionó en el ámbito político cuando conoció a Ollanta Humala, en diciembre del 2005, y desde ese momento, trabajaron juntos con miras a las elecciones generales del año 2006 y fundaron el Partido Nacionalista Peruano, donde luego hicieron alianza con el partido Unión por el Perú.
Durante la campaña presidencial, Abugattás fue vocero de la candidatura de Humala a la presidencia, sin embargo, fue blanco de críticas tras insultar gravemente a la entonces primera dama, Eliane Karp. Tras esto, Humala decidió destituir a Abugattás como vocero y lo reemplazó con el excongresista Carlos Tapia.
Abugattás postuló al Congreso de la República con el número 5 de la lista por Lima Metropolitana en las elecciones parlamentarias y finalmente fue elegido como congresista de la república, con 33,236 votos, para el periodo parlamentario 2006-2011.
Durante su labor legislativa, fue presidente de la Comisión de Producción, Micro y Pequeña Empresa. También presidió la Comisión investigadora del Caso “PetroAudios”, donde desempeñó un rol importante en el esclarecimiento de los actos de corrupción del segundo gobierno del expresidente Alan García.
Ollanta Humala le encargó la labor de organizar su partido en época no electoral. Abugattás logró, en menos de un año, afiliar a 32.000 militantes y abrir bases nacionalistas en el 70 % del territorio nacional (hasta 2008).[cita requerida]
Culminado su primera gestión, Abugattás decidió postular a la reelección en las elecciones parlamentarias del 2011 encabezando la lista de la alianza Gana Perú. Logró ser reelegido con 119,742 votos, para el periodo parlamentario 2011-2016.
A inicios del periodo 2011-2016, Abugattás presidió la Junta Preparatoria al ser el congresista más votado del partido más votado, fue acompañado por los congresistas Humberto Lay y Richard Acuña.

### Presidente del Congreso
El 25 de julio del 2011, la alianza Gana Perú decidió presentar a Abugattás como candidato a la presidencia del Congreso de la República y su lista estuvo conformada por Manuel Merino de la Alianza Perú Posible, Yehude Simon de Alianza por el Gran Cambio y Michael Urtecho de Solidaridad Nacional. Finalmente, con 93 votos a favor y 37 votos en blanco del fujimorismo, Abugattás fue elegido por unanimidad como presidente del Congreso de la República y juramentado para el periodo legislativo 2011-2012. Tuvo como objetivo tomar juramento a Ollanta Humala como nuevo presidente de la república y entregarle la banda presidencial, así como la juramentación de los vicepresidentes Marisol Espinoza y Omar Chehade.
En septiembre de 2011, ejecutó el primer pleno descentralizado del Congreso en la ciudad de Ica. Fue también cuestionado por las contrataciones que ha realizado en el Congreso, entre estas, la de la cuestionada excongresista Nancy Obregón como asesora de participación ciudadana.
Culminó su gestión en la Mesa Directiva en julio del 2012 y fue reemplazado por Víctor Isla Rojas. Posteriormente, ejerció como secretario de la Comisión Investigadora del Caso Odebrecht en el Perú.
En noviembre del 2015, Abugattás fue suspendido del Congreso de la República tras haber filtrado mediante su cuenta de Twitter los detalles de una sesión secreta, donde se discutía la suspensión del congresista Wilder Ruiz Loayza. Luego Abugattás anunció una denuncia contra el Congreso de la República por la sorpresiva suspensión.
Se caracterizó en el parlamento por su fuerte crítica y oposición al cuestionado gobierno de Alberto Fujimori, así como a la hija de este, Keiko.
En marzo del 2016, Abugattás renunció y fue separado del Partido Nacionalista Peruano tras la decisión arbitraria y antidemocrática de su cúpula partidaria, presidida por Nadine Heredia. Tras esto, se volvió crítico de Ollanta Humala y de su pareja Nadine Heredia.
Durante la segunda vuelta de las elecciones generales del 2016, Abugattás mostró su apoyo a la candidatura presidencial de Pedro Pablo Kuczynski de Peruanos Por el Kambio contra Keiko Fujimori de Fuerza Popular.
Para las elecciones generales del 2021, Abugattás anunció su incorporación al partido Alianza para el Progreso y formó parte del equipo técnico de César Acuña, donde también decidió volver a postular al Congreso de la República en las elecciones parlamentarias. Tras su incorporación a APP, Abugattás fue blanco de críticas y de recordatorios donde anteriormente tenía comentarios contrarios a su nuevo líder. Culminando los procesos electorales, Abugattás no resultó elegido como congresista y quedó como accesitario.

### Fallecimiento
Falleció en Lima el 22 de enero de 2025 a los 69 años de edad tras una prolongada enfermedad, según comunicaron sus familiares.